# Annelies Bredael
Annelies Bredael –también conocida como Anne-Elise Bredael– (Willebroek, 15 de junio de 1965) es una deportista belga que compitió en remo.
Participó en tres Juegos Olímpicos de Verano, obteniendo una medalla de plata en Barcelona 1992, en la prueba de scull individual, el sexto lugar en Seúl 1988 (cuatro scull) y el séptimo en Atlanta 1996 (scull individual).
Ganó tres medallas de bronce en el Campeonato Mundial de Remo entre los años 1991 y 1995.

## Palmarés internacional
| Juegos Olímpicos   | Juegos Olímpicos              | Juegos Olímpicos  | Juegos Olímpicos |
| Año                | Lugar                         | Medalla           | Prueba           |
| ------------------ | ----------------------------- | ----------------- | ---------------- |
| 1992               | Barcelona (España)            | Medalla de plata  | Scull individual |
| Campeonato Mundial |                               |                   |                  |
| Año                | Lugar                         | Medalla           | Prueba           |
| 1991               | Viena (Austria)               | Medalla de bronce | Scull individual |
| 1994               | Indianápolis (Estados Unidos) | Medalla de bronce | Scull individual |
| 1995               | Tampere (Finlandia)           | Medalla de bronce | Scull individual |